# Spoorlijn 13
Spoorlijn 13 is een korte Belgische spoorlijn tussen Kontich en Lier.
De lijn werd geopend op 23 april 1855, en takt even buiten het station Kontich-Lint af van spoorlijn 27. Bij station Lier takt de lijn aan op spoorlijn 15. De lijn is 6,6 km lang en is enkelsporig uitgevoerd, met tegenspoorseinen in de richting Kontich-Lier. Sinds 23 februari 1982 is de lijn geëlektrificeerd. In 1937 werd spoorlijn 13/1 geopend, een verbindingsboog voor rechtstreekse treinen Brussel–Lier–Turnhout. In het verlengde van de lijn in Kontich was er de spoorlijn 61 richting Boom en Aalst.
De referentiesnelheid op de lijn bedraagt 90 km/u.
Door een zware storm op 21 juli 2009 knakte in de omgeving van Lint een hoogspanningsmast af. Voor de herstellingswerken werd de lijn gesloten tussen 27 en 31 juli. Hierdoor was rechtstreeks verkeer tussen Turnhout en Mechelen onmogelijk. De meeste IC R-treinen werden beperkt tot Antwerpen-Centraal, zonder stop in Antwerpen-Berchem. 's Morgens en 's avonds reden enkele treinen wel over de gehele verbinding. Deze treinen keerden in Berchem, en reden verder met een vertraging van een half uur.
De dienstregeling van de spoorlijn is beperkt tot een IC-trein en enkele aanvullende spitstreinen tijdens de week. Op zaterdag en feestdagen rijdt er geen enkele trein. Op zondagavond is er een studententrein van Hamont naar Heverlee.
De fietsostrade F16 ligt voor een groot deel naast deze spoorlijn.

## Treindiensten
De NMBS verzorgt het personenvervoer met IC, piekuur- en ICT-treinen.
| Serie       | Treinsoort            | Route                                                                                            | Bijzonderheden                                    |
| ----------- | --------------------- | ------------------------------------------------------------------------------------------------ | ------------------------------------------------- |
| IC 11       | Intercity (NMBS)      | Binche – La Louvière-Centrum – Brussel-Zuid – Schaarbeek [ – Mechelen – Turnhout ]               | Rijdt in het weekend tussen Binche en Schaarbeek. |
| ICT 6710    | Toeristentrein (NMBS) | [ Neerpelt – ] / [ Turnhout – ] Herentals – Mechelen – Gent-Sint-Pieters – Brugge – Blankenberge | Rijdt in juli en augustus.                        |
| P 7205/8205 | Piekuurtrein (NMBS)   | Mol – Mechelen – Brussel-Zuid                                                                    | Rijdt alleen op werkdagen.                        |
| P 8220      | Piekuurtrein (NMBS)   | [ Hamont – ] / [ Essen – Antwerpen-Centraal – ] Leuven – Heverlee                                | Een trein op zondagavond.                         |

## Aansluitingen
In de volgende plaatsen is of was er een aansluiting op de volgende spoorlijnen:
Kontich
Spoorlijn 25 tussen Brussel-Noord en Antwerpen-Luchtbal
Spoorlijn 27 tussen Brussel-Noord en Antwerpen-Centraal
Spoorlijn 61 tussen Morsel/Kontich en Aalst
Lier
Spoorlijn 15 tussen Y Drabstraat en Y Zonhoven

## Verbindingsspoor

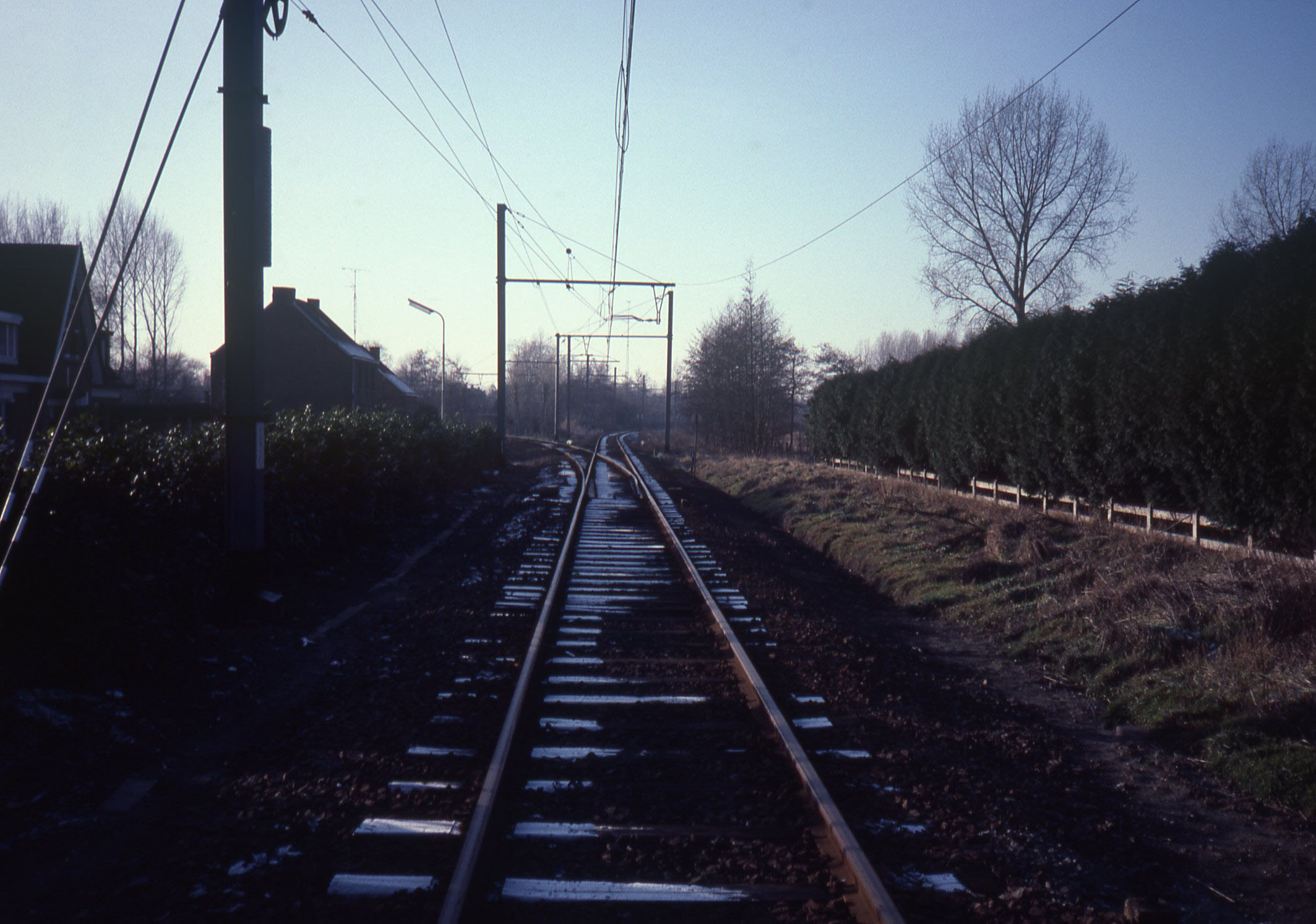
de afsplitsing

13/1: Y Duffel (lijn 27) - Y Lint (lijn 13)